# Eutanasia en Suiza
La eutanasia en Suiza es ilegal, aunque el suicidio asistido está permitido. En Suiza en 2014 se contabilizaron 742 suicidios asistidos (320 de hombres y 422 de mujeres) y 1.029 no asistidos (745 de hombres y 422 de mujeres), la mayor parte de ellos entre personas de edad avanzada que sufrían una enfermedad terminal.
Las organizaciones pro-eutanasia suizas han sido utilizadas especialmente por personas extranjeras en lo que se ha dado en llamar turismo de suicidio. En 2008, el 60% del número total de suicidios asistidos por la asociación Dignitas habían sido personas de nacionalidad alemana.

## Situación legal
El Código Penal suizo de 1937 prohíbe la "incitación o asistencia al suicidio por motivos egoístas" (artículo 115). Cualquier rol activo en la eutanasia voluntaria ("homicidio sin premeditación") también está prohibido, incluso si se comete a partir de "motivos respetables", como el asesinato por misericordia (Art. 114). Sin embargo, por omisión, el suicidio asistido por motivos no egoístas sigue siendo legal. Por ejemplo, se pueden prescribir medicamentos letales siempre que el receptor desempeñe un papel activo en la administración del medicamento, pero la eutanasia activa (como el acto de administrar una inyección letal) no es legal.
Todas las formas de eutanasia activa, como la administración de inyección letal, están prohibidas en Suiza. La ley suiza solo permite proporcionar medios para suicidarse y las razones para hacerlo no deben basarse en el interés propio (como la ganancia monetaria). Con base en esta situación legal, las organizaciones sin fines de lucro que administran medicamentos que ponen fin a la vida, se establecieron por primera vez en Suiza en los años ochenta.